# كريستوف كريستيان شتورم
كريستوف كريستيان شتورم (بالألمانية: Christoph Christian Sturm)‏ هو عالم عقيدة وكاتب ألماني، ولد في 25 يناير 1740 في آوغسبورغ في ألمانيا، وتوفي في 26 أغسطس 1786 في هامبورغ في ألمانيا.

## وصلات خارجية
- كريستوف كريستيان شتورم على موقع ميوزك برينز (الإنجليزية)